# 菲利普斯冰原島峰
84°45′S 62°35′W / 84.750°S 62.583°W
菲利普斯冰原島峰（英語：Phillips Nunatak）是南極洲的冰原島峰，位於伊利沙伯女皇地，處於韋納斯山以北13公里，屬於彭薩科拉山脈中帕圖克森特山脈的一部分，美國地質調查局根據測量和該國海軍的空中照片繪入地圖，現時由南極條約體系管理。